# Enyalius bibronii
Enyalius bibronii — вид ігуаноподібних ящірок родини Leiosauridae. Ендемік Бразилії.

## Поширення і екологія
Enyalius bibronii мешкають на сході Бразилії, в штатах Алагоас, Ріу-Гранді-ду-Норті, Сержипі, Піауї, Пернамбуку, Параїба, Мінас-Жерайс, Еспіриту-Санту, Сеара і Баїя. Вони живуть в атлантичних лісах, болотах і сухих лісах каатинги. Ведуть деревний або напівдеревний спосіб життя.